# Мыськив, Вадим Северинович
Вадим Северинович Мыськив (26 февраля 1961, Хабаровск) — советский и российский футболист, защитник.
В 12 лет начал заниматься в группе подготовки при команде СКА Хабаровск, тренеры Василий Ильич Бородин, Виталий Иванович Гаевский. С 10 класса стал играть за СКА во второй лиге. По ходу сезона-1981 был переведён в ЦСКА, за который провёл три матча в чемпионате и через год вернулся в СКА. В 1983 году перешёл в омский «Иртыш», с которым вышел в первую лигу. В 1985—1986 годах был в составе кемеровского «Кузбасса». Провёл только шесть матчей, так как получил серьёзную травму колена. В 1986—1990 вновь играл за «Иртыш». 1991 год провёл во второй низшей лиге за СКА Хабаровск. В 1992 году вместе с Владимиром Долгополовым играл за финский БК-ИФК. Выступал в первой российской лиге за «Иртыш» Омск (1993) и «Луч» Владивосток (1994).
В 1996—2001 был судьёй во втором дивизионе. Работал тренером-преподавателем областной СДЮСШОР № 20, педагогом дополнительного образования ДЮК ФП Одесского района Омской области.